# Заветы Ильича (Смоленская область)
Заветы Ильича — деревня в Рославльском районе Смоленской области России. Входит в состав Астапковичского сельского поселения. Население — 6 жителей (2007 год).
Расположена в южной части области в 0,5 км к юго-западу от Рославля, в 3 км севернее автодороги А101 Москва — Варшава («Старая Польская» или «Варшавка»), на берегу реки Становка. В 4 км южнее деревни расположена железнодорожная станция Астапковичи на линии Рославль — Кричев.

## История
В годы Великой Отечественной войны деревня была оккупирована гитлеровскими войсками в августе 1941 года, освобождена в сентябре 1943 года.